# 三圣岛蜂鸟
三圣岛蜂鸟（学名：Cynanthus lawrencei）是雨燕目蜂鸟科阔嘴蜂鸟属的一种蜂鸟，是墨西哥瑪麗亞群島的特有物种，以前被视为阔嘴蜂鸟的亚种。本物种被评估为近危物种，因为其分布范围非常小，成熟个体可能不到2500只，并受到城市化、农业耕作和伐木的威胁。